# RCTI
RCTI (Rajawali Citra Televisi Indonesia) – indonezyjska stacja telewizyjna należąca do przedsiębiorstwa Media Nusantara Citra. Została założona w 1989 roku.